# Castello di Grafenstein
Il castello di Grafenstein (in tedesco Schloss Grafenstein) si trova nel comune austriaco di Grafenstein nel Distretto di Hermagor appartenente al Land della Carinzia. L'edificio risale al XVII secolo.

## Storia

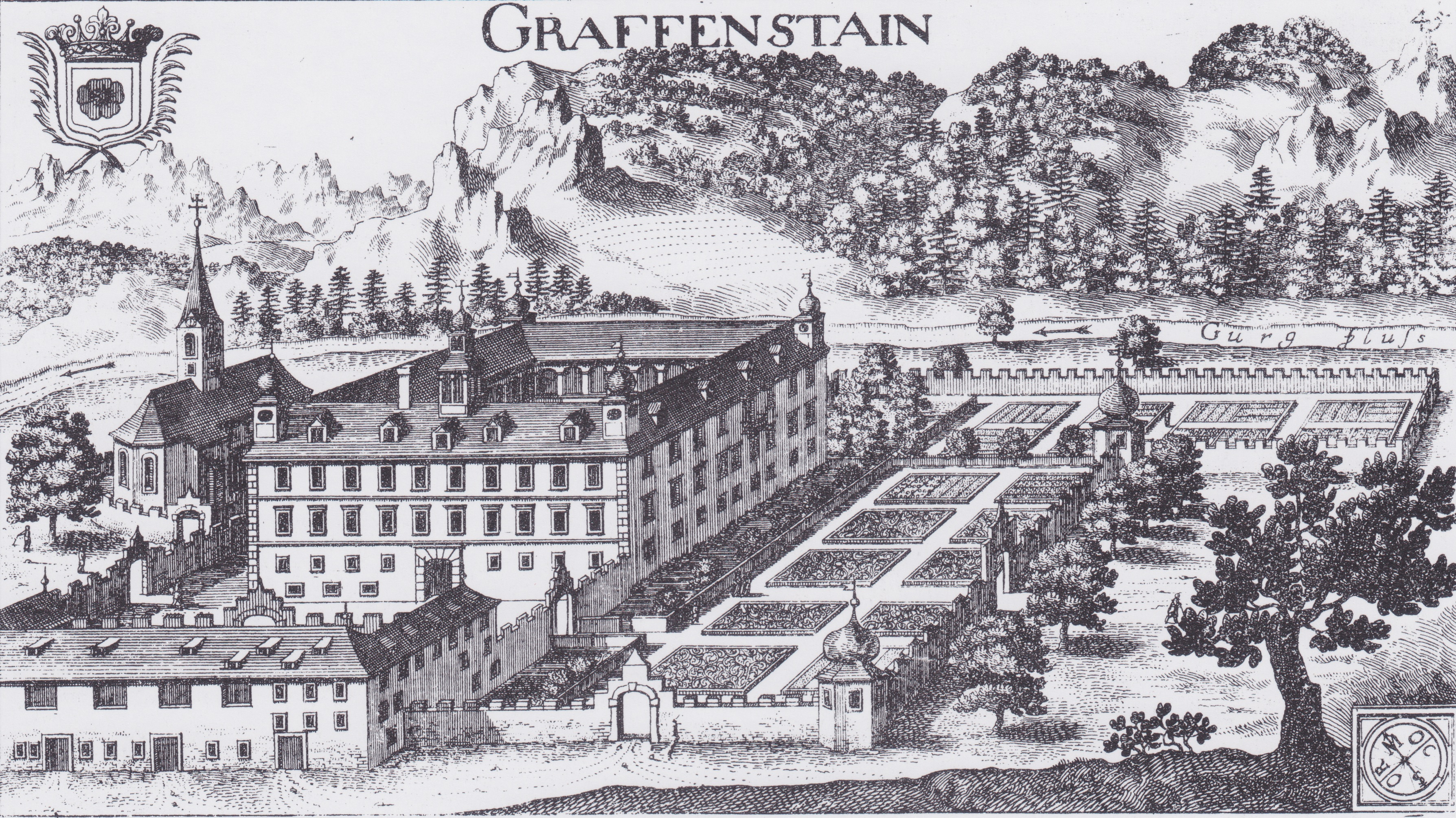
Il castello di Grafenstein in un'incisione del 1688 di Johann Weichart Valvasor

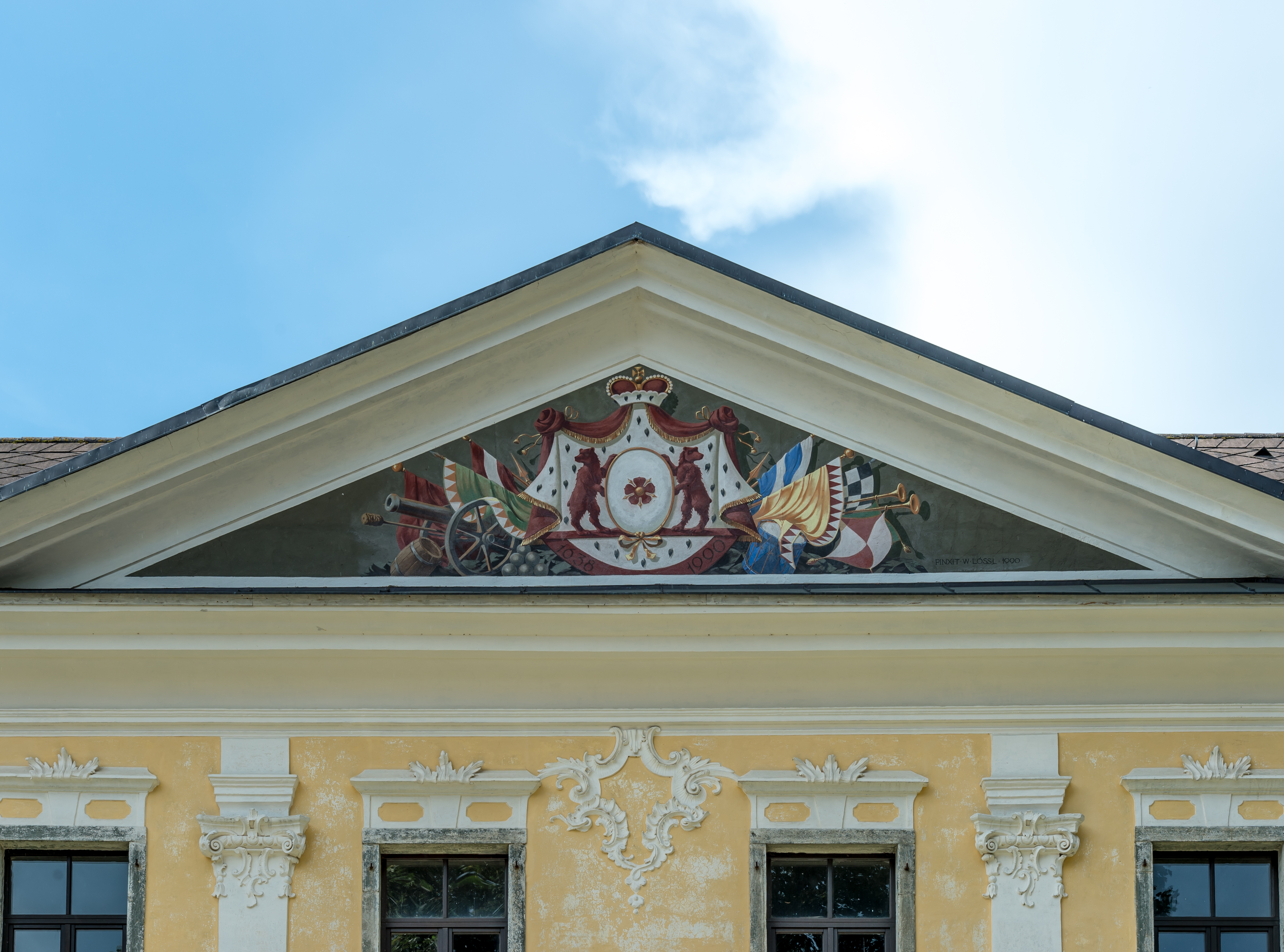
Particolare del frontone con stemma nobiliare della famiglia Orsini-Rosenberg

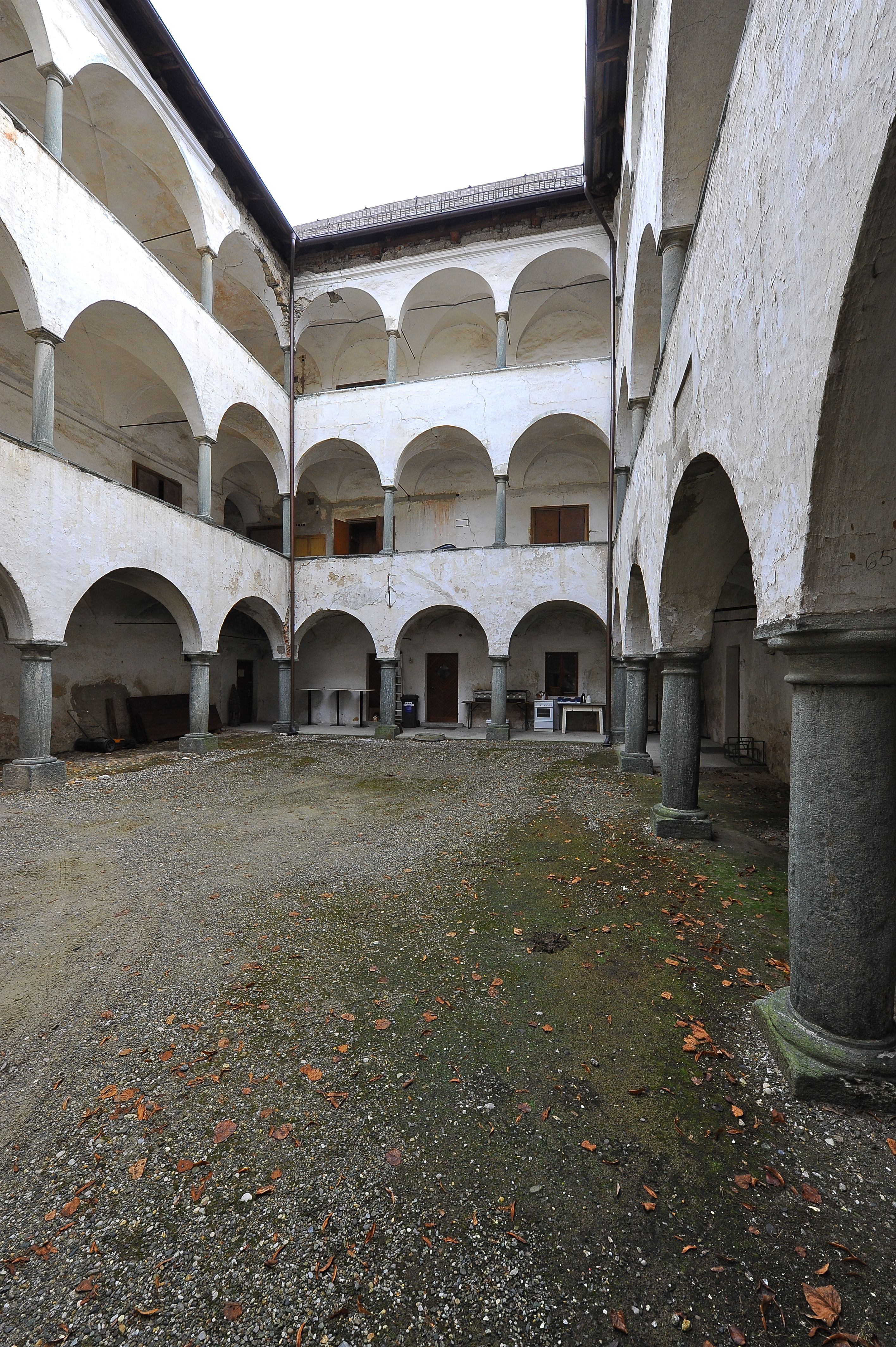
Cortile interno

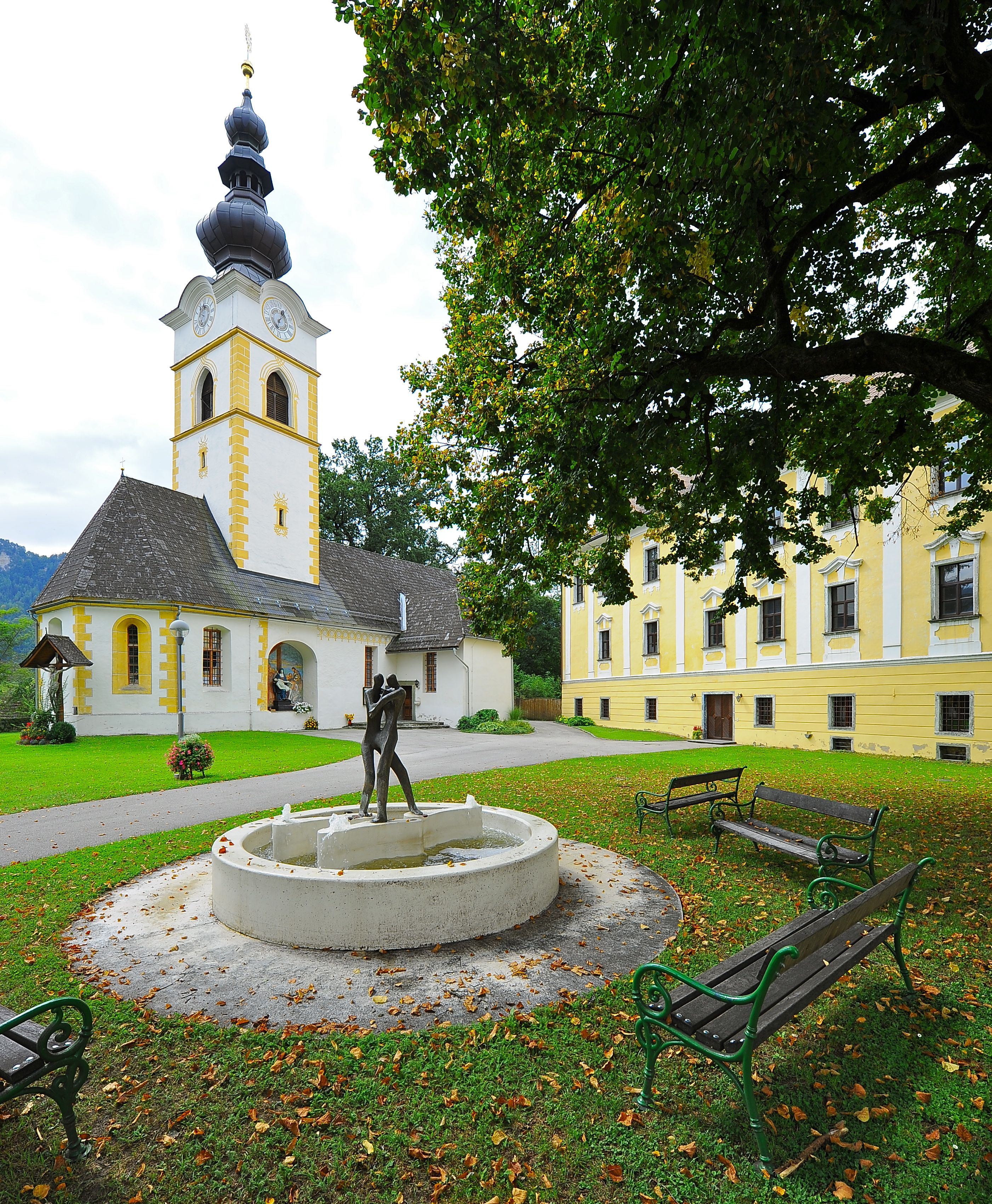
Castello e vicina chiesa parrocchiale di Santo Stefano

L'antico castello di Lerchenau, che col tempo era divenuto un rudere, secondo la tradizione popolare avrebbe dovuto trovarsi sul sito del recente castello di Grafenstein anche se secondo studi storici sembra che si trovasse più a sud del centro abitato. L'area venne comunque acquistata da Johann-Andreas von Rosenberg nel 1629 dal Freiherr Erasmus-Sigmund von Windischgraetz, che l'aveva ereditata. Non è chiaro con certezza quindi se dove il castello recente venne edificato fosse stato presente un edificio precedente. Il castello infatti fu edificato nel 1638 ma al suo interno non sono state rinvenute tracce di altre costruzioni più antiche. Johann-Andreas fu un cattolico convinto sostenitore della Controriforma in Carinzia e nel 1648 fu elevato al titolo nobiliare di conte. Suo figlio, il conte Georg Nikolaus von Rosenberg, fece ampliare l'edificio intorno al 1660 con un nuovo giardino e con alcuni edifici commerciali nelle immediate vicinanze. La famiglia Rosenberg, da non confondere con la nobile famiglia omonima della Boemia meridionale, ha origini stiriane e viene menzionata per la prima volta in un documento nel 1322 e dal 1683 assunse il nome Orsini-Rosenberg. Questa scelta aveva lo scopo di provare una presunta parentela con l'antica famiglia nobiliare romana degli Orsini, ma non vi sono prove a dimostrarlo con certezza. Nel 1770 il conte Vinzenz von Orsini-Rosenberg commissionò il rifacimento della facciata del castello e a lui si deve anche la scelta di ridisegnare il grande piazzale anteriore con gli annessi. Nel 1790 la famiglia venne elevata a livello principesco. Durante le battaglie difensive del 1919 il castello fu gravemente danneggiato dalle truppe jugoslave e sia la ricca biblioteca sia i mobili di pregio oltre a numerosi dipinti che stavano nella dimora furono distrutti o portati via. Dopo la seconda guerra mondiale il castello fu oggetto di ulteriori danneggiamenti e ruberie tanto che gli interni rimasero per lungo tempo in rovina e semivuoti, praticamente inabitabili a parte una piccola zona della struttura. In seguito il castello è stato restaurato e l'edificio è la residenza e la sede dell'amministrazione immobiliare per vari componenti della famiglia Orsini-Rosenberg.

## Descrizione
Il castello si trova nella parte occidentale dell'abitato del comune austriaco di Grafenstein nel Distretto di Hermagor, Land della Carinzia. Si tratta di un edificio neoclassico e barocco di grandi dimensioni che si sviluppa su tre piani tre piani. La sua facciata principale è rivolta a nord e si affaccia sulla grande aia della fattoria. Il piano terra è caratterizzato da intonacatura con linee orizzontali che danno impressione di solidità e i due piani superiori sono hanno grandi lesene corinzie a reggere la modanatura sporgente del tetto. La porzione centrale della facciata si conclude col frontone triangolare con timpano. Nel campo del timpano un dipinto conserva lo stemma della famiglia Orsini-Rosenberg circondato da trofei di guerra e che probabilmente fu dipinto in occasione dell'elevazione della famiglia al rango di principe. Lo stemma contiene due orsi, la rosa d'oro e la corona principesca, ed un altro stemma si trova anche superiormente al portale ad arco al piano terra che riporta anche il cronogramma con l'anno 1770. Nella chiave di volta della cornice del portale è visibile la testa di un uomo barbuto. Le finestre del primo piano hanno cornici decorate a stucco. Il cortile interno è circondato da ampi portici a tre piani e un'iscrizione che vi è conservata si riferisce alla costruzione del castello da parte di Johann Andreas von Rosenberg. Al primo piano un'altra targa con iscrizione si riferisce all'aggiunta architettonica del conte Georg Nikolaus von Rosenberg. Le stanze del primo piano sono decorate con notevoli soffitti in stucco rococò e dipinti illusionistici di paesaggi alle pareti della seconda metà del XVIII secolo. Degne di nota sono anche le stufe in stile Impero di alta qualità.

### Bene architettonico tutelato
Il castello di Grafenstein è stato posto sotto tutela dei monumenti da parte della Repubblica austriaca col numero 6816.